# 더 프레데터 (영화)
《더 프레데터》(The Predator)는 2018년에 개봉된 영화이다.
 셰인 블랙이 감독을 셰인 블랙과 프레드 덱커, 짐 토머스, 존 토머스가 각본을 맡았다.
 대한민국은 2018년 9월 12일 개봉되었다.
역대 프레데터 영화 시리즈 중, 가장 낮은 흥행 및 큰 적자를 본 작품이다.

## 줄거리
다른 종의 DNA를 이용해 더욱 영리하고 치명적으로 진화한 외계 빌런 ‘프레데터’. 

더욱 무자비해진 그의 등장으로 지구는 위협에 휩싸이게 된다. 

특수 부대원 출신 ‘퀸’(보이드 홀브룩)은 비밀 정부 미션에 참여 중인 진화생물학자 ‘케이시’(올리비아 문)를 만나게 되고 

범죄 전력이 있는 전직 군인들과 함께 ‘프레데터’에 맞서 생존을 위한 사투를 벌이게 되는데… 

사냥 당할 것인가, 살아남을 것인가 

진짜 사냥은 지금부터다!

## 출연
- 보이드 홀브룩 - 퀸 맥케나 역
- 올리비아 문 - 케이시 브래킷 역
- 트래반트 로즈 - 네브래스카 윌리엄스 역
- 스털링 K. 브라운 - 윌 트래거 역
- 제이콥 트렘블레이 - 로리 맥케나 역
- 키건 마이클 키 - 코일 역
- 토마스 제인 - 백슬리 역
- 이본느 스트라호브스키 - 에밀리 역
- 제이크 부시 - 키스 역
- 알피 알렌 - 린치 역
- 나이얼 매터 - 사피어 역
- 아우구스토 아길레라 - 네틀스 역